# ريتشارد إي. بوش
ريتشارد إي. بوش (بالإنجليزية: Richard E. Bush)‏ هو عسكري أمريكي، ولد في 23 ديسمبر 1924 في كنتاكي في الولايات المتحدة، وتوفي في 7 يونيو 2004 في إلينوي في الولايات المتحدة.